# Bergljot Håkonsdatter
Bergljot Håkonsdatter (født før 990 – død efter 1050), datter af Håkon Ladejarl og Tora Skagesdatter. 
Bergljot havde to brødre Erik Ladejarl og Sven Ladejarl, som herskede over Norge efter at Olav Tryggvason faldt ved Svold i år 1000. Et tidspunkt efter år 1000 blev Bergljot gift med den magtfulde norske vikingehøvding Einar Tambarskjelve, som havde kæmpet sammen med kong Olav ved Svold og mod hendes broder Erik Ladejarl. Ægteskabet var en politisk alliance og forsoning efter Svold og var af stor stor betydning for at holde fred i landet.
Bergljot og Einar fik sammen to børn; datteren Ålov Einarsdatter som senere blev gift med Tord Foleson, og sønnen Eindride Einarsson. Kongesagaen fortæller at Einride havde arvet hans mors slægts smukke træk, og af den grund må Bergljot have været anset som smuk, skønt sagaen ikke direkte siger dette.
Einar og Eindride, Bergljots mand og søn, blev dræbt af kong Harald Hårderåde i 1050. Hvorefter sagaen siger:
”Bergliot var en storsindet kvinde. Efter drabet på Einar drog hun til kongsgården for at opmuntre bønderne til kamp, men da hun kom frem, roede kongen ud af floden. Derved undslap Einars banemand. Hun sendte bud til Håkon Ivarsson for at få ham til at hævne drabene. Han var villig, men blev overtalt til at indgå forlig med Harald Hardråde, idet han fik Magnus den Godes datter, Ragnhild.”
Derefter nævnes Bergljots ikke mere.